# Puente Puerta de Las Rozas
Die Puente Puerta de Las Rozas überquert die Autovía A-6 (Autovía del Noroeste) in Las Rozas de Madrid in der Autonomen Gemeinschaft Madrid in Spanien. Sie ist eine der wenigen Verbindungen zwischen dem Ort und seinem Gewerbegebiet auf der anderen Seite der Autobahn.

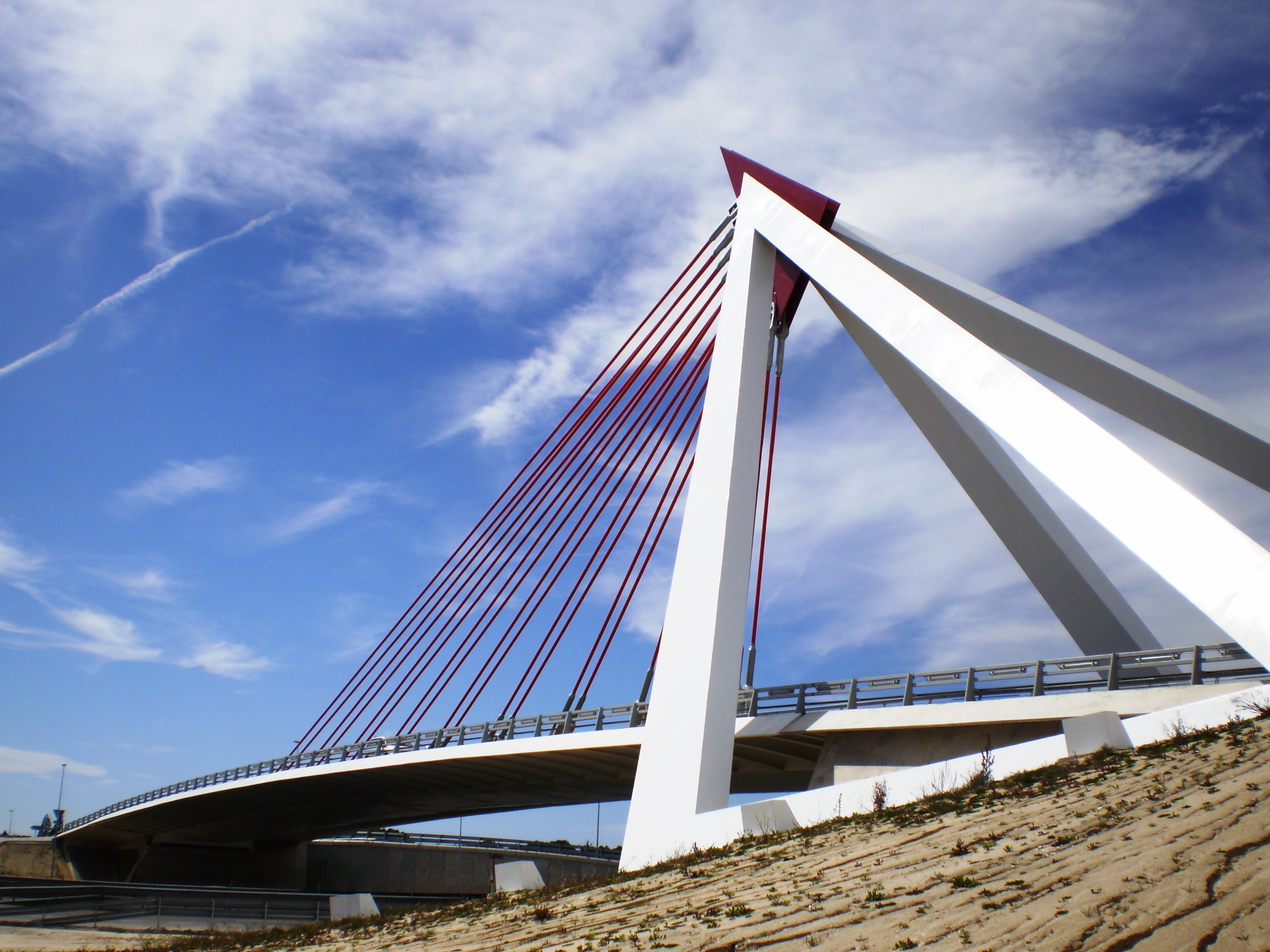

Die Brücke überspannt die 6-spurige Autobahn und die beiden 2-spurigen örtlichen Straßen (Vías de servicio) in einem Winkel von 20°. Um eine zukünftige Erweiterung der Autobahn auf 8 Spuren nicht zu behindern, wurde sie als Einfeldbrücke ohne Pfeiler ausgeführt. Sie hat in jeder Fahrtrichtung zwei Fahrspuren, die durch einen breiten Mittelstreifen getrennt sind, auf dem ein Geh- und Radweg verläuft.
Die von Arenas & Asociados und IDOM entworfene und in den Jahren 2006 bis 2007 von Ferrovial errichtete Brücke ist eine einhüftige, asymmetrische Schrägseilbrücke mit einer 102 m weiten Öffnung. Ihr Fahrbahnträger hängt mit 9 Doppelseilen an einem A-förmigen, über die Öffnung geneigten Pylon, der mit zwei Balken an einem Gegengewicht im Boden rückverankert ist. Die Schenkel des Pylons bilden mit den Balken zur Rückverankerung und den Balken entlang der Böschung zwei dreieckige Rahmen, die steifer sind als die übliche Ausführung mit Schrägseilen. Die gegenseitige Abstützung in dem A-Pylon erhöht die Steifigkeit. Der Pylon ist 45 m hoch und überragt die Fahrbahn um 39 m. Der Pylon, die Balken zu Rückverankerung und die Balken entlang der Böschung sind stählerne Hohlkästen. Der 20 m breite Fahrbahnträger besteht aus einem 9 m breiten und maximal 1,50 m hohen stählernen Hohlkasten mit weit auskragenden Kragträgern, die mit einer 22 cm starken Betonplatte verbunden sind, so dass der Fahrbahnträger insgesamt eine Bauhöhe von nicht mehr als 1,72 m hat. Die 9 doppelten Schrägseile sind zwischen dem Pylonkopf und der Mittellinie des Fahrbahnträgers in zwei eng nebeneinander liegenden vertikalen Seilebenen gespannt. Der in der Brückenmitte verlaufende 5 m breite Geh- und Radweg hat einen Holzbelag.
Die Puente Puerta de Las Rozas ist eine Weiterentwicklung der ebenfalls von Juan José Arenas entworfenen, 1999 eröffneten Puente de la Hispanidad in Valladolid, deren dreieckige Rahmen mit getrennten Pylonstielen konstruiert wurden und aus Beton bestehen.